# Paróquia de Washington
A Paróquia de Washington é uma das 64 paróquias do estado americano da Luisiana. A sede da paróquia é Franklinton, e sua maior cidade é Franklinton.
A paróquia possui uma área de 1 751 km² (dos quais 17 km² estão cobertas por água), uma população de 43 926 habitantes, e uma densidade populacional de 25 hab/km² (segundo o censo nacional de 2000). 